# Château Lapalus
Le château Lapalus est situé sur la commune de Sancé en Saône-et-Loire, en bas du coteau de la Grisière. Le bâtiment et son parc ont été achetés par la commune début 2011, pour la somme de 555 000 euros hors frais de notaire. Depuis cette année-là, le site est entretenu et restauré par une commission extra municipale « Les Amis du Château Lapalus » ,,. Le lieu ne se visite pas à l'exception de la fête du feu de la mi-août, manifestation qui rassemble le village autour du feu qui brûle le bois accumulé toute l'année par l'élagage des arbres.

## Description du lieu
L'édifice se trouve rue de la Fontaine à Sancé, il occupe la parcelle no 174 de la section AV selon les références cadastrales. La superficie est de 60a 37ca. 
Quatre tours de styles différents jalonnent ce bâtiment de nombreuses fois remanié (notamment au siècle dernier) - au gré des époques et aux souhaits de chaque propriétaire successif.
Le château disposait de deux puits (dont un existe toujours), de deux fours à pains, d'une salle des gardes disposant d'une cheminée monumentale et d'une grange.
Le terme "Lapalus" est dérivé du latin "paludis" (= marais). Le secteur regorgeait, à l’époque, de mares et de points d’eau.

### Précédents propriétaires (à compléter)
| Début | Fin  | Propriétaires connus ,                            |
| ----- | ---- | ------------------------------------------------- |
| ?     | ?    | Janin de Juliénas                                 |
| 1715  | 1772 | Pierre Blandin, capitaine de la milice bourgeoise |
| 1772  | ?    | Étienne Jacquet                                   |
| ?     | ?    | Pierre Marie Morin                                |
| ?     | 1941 | Edouard Minotto (Comte italien)                   |
| 1941  | 2011 | Famille Niogret                                   |
| 2011  |      | Commune de Sancé                                  |

### Galerie

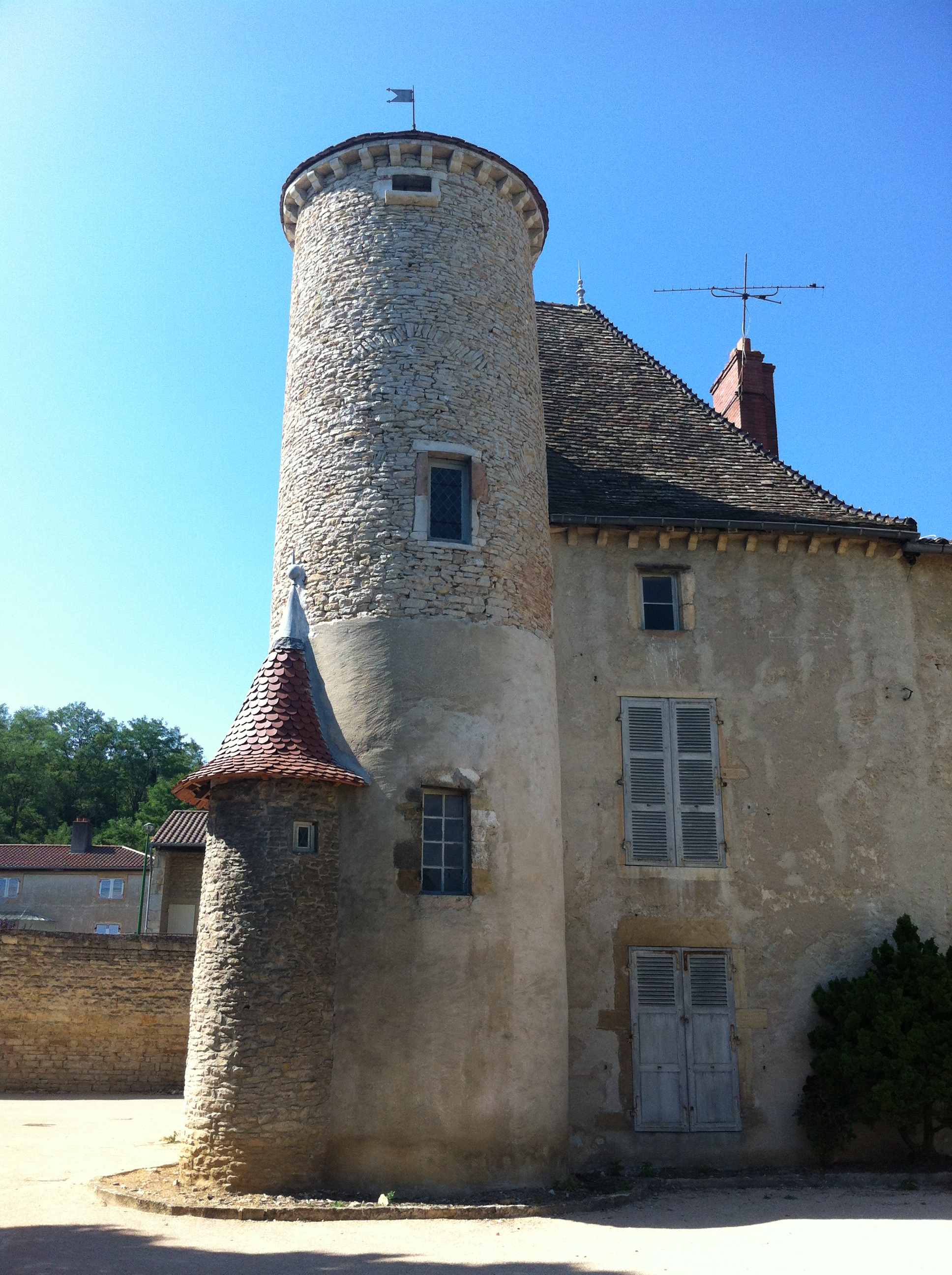
Tour sud restaurée
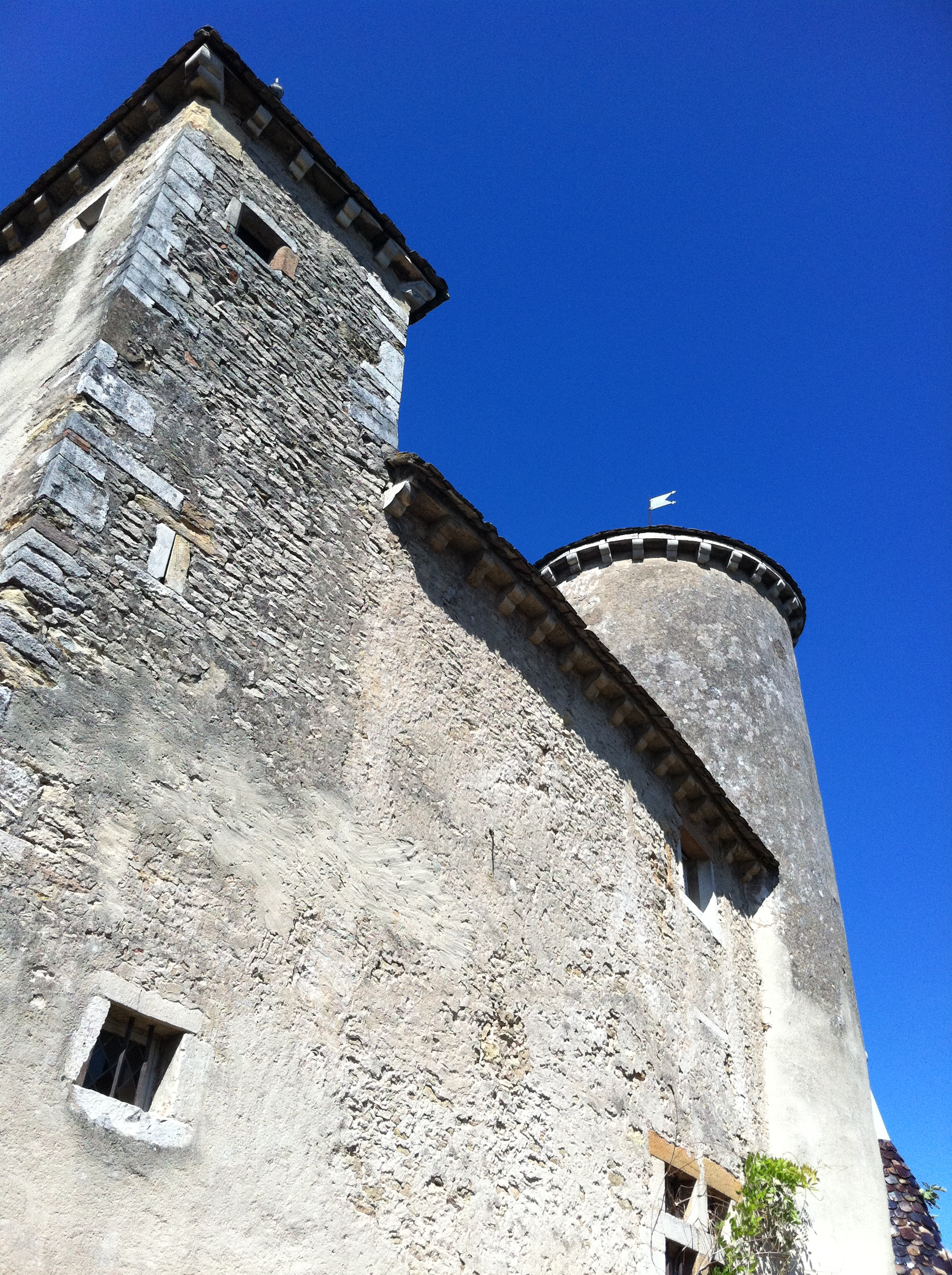
Vue côté sud - 2011
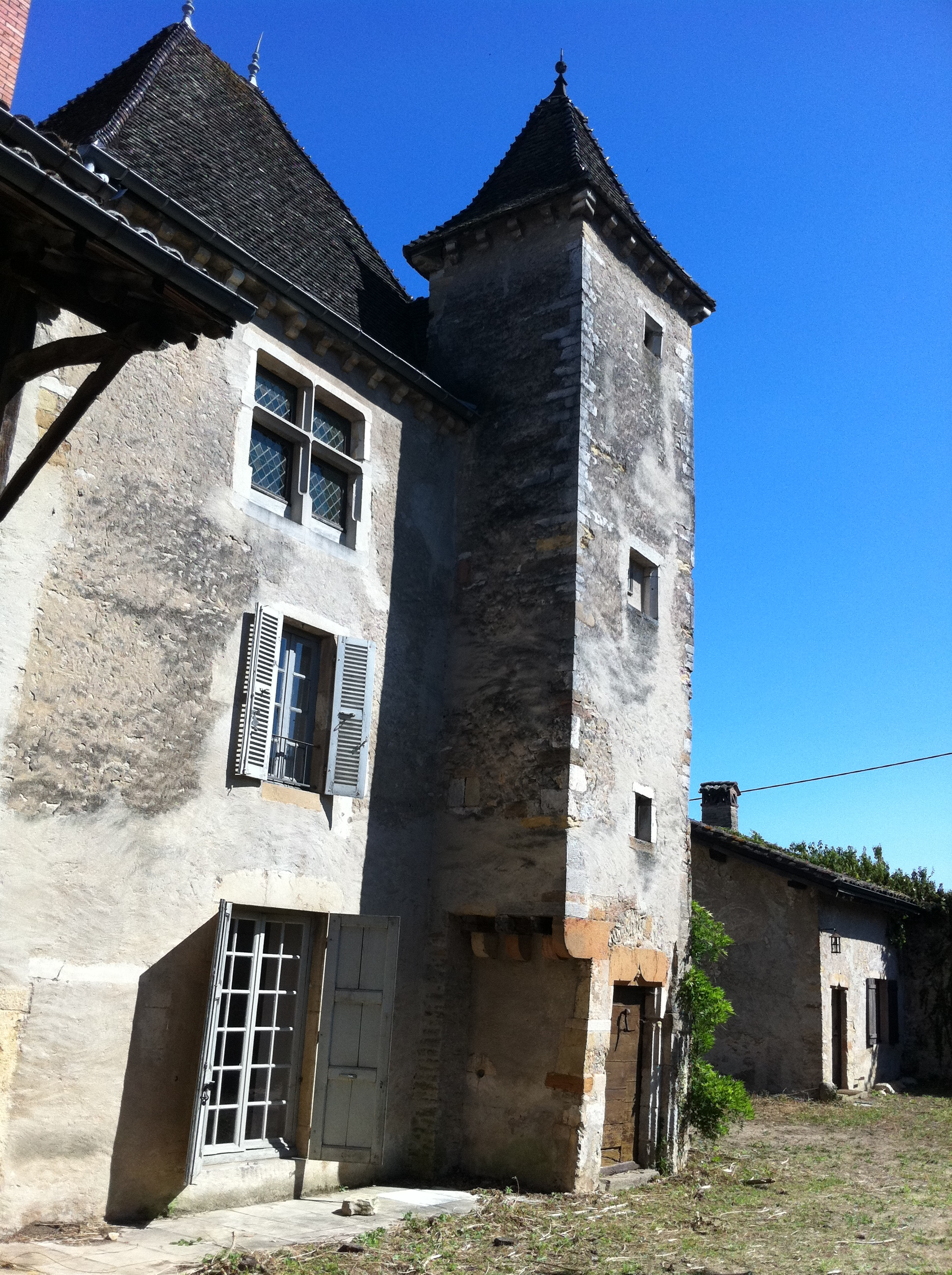
Vue cour sud - 2011
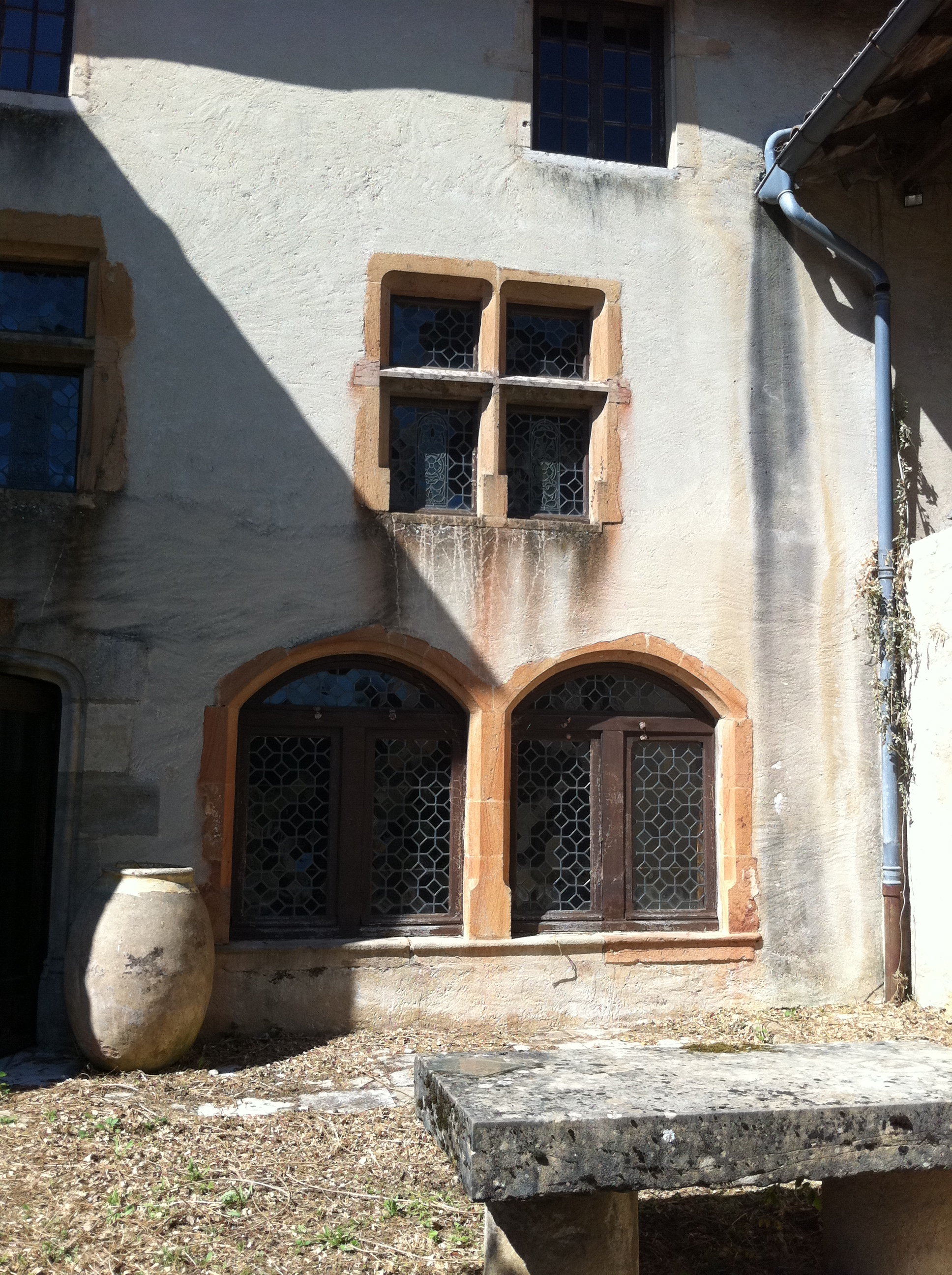
Vue détaillée cour sud - 2011
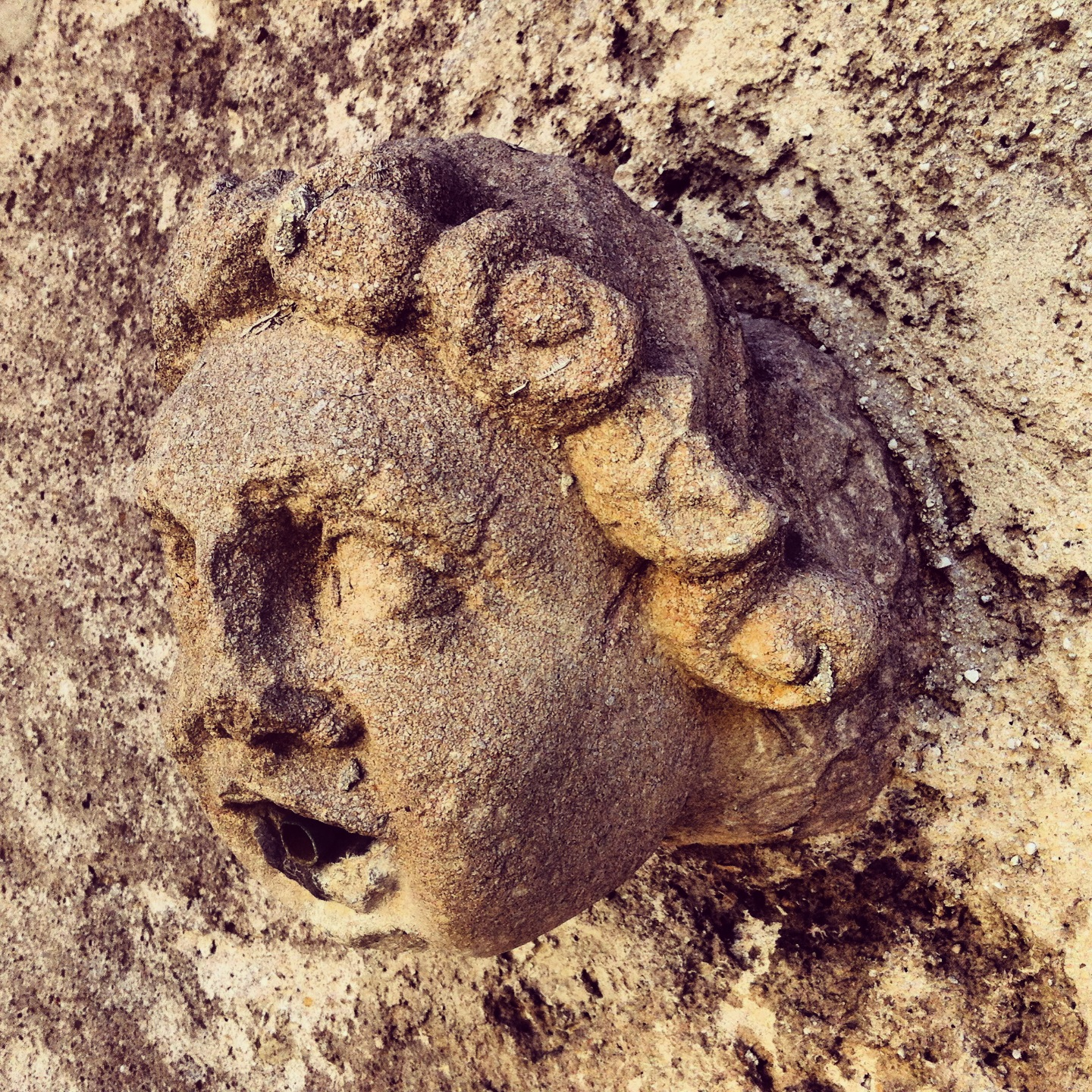
Un ange en façade - 2011
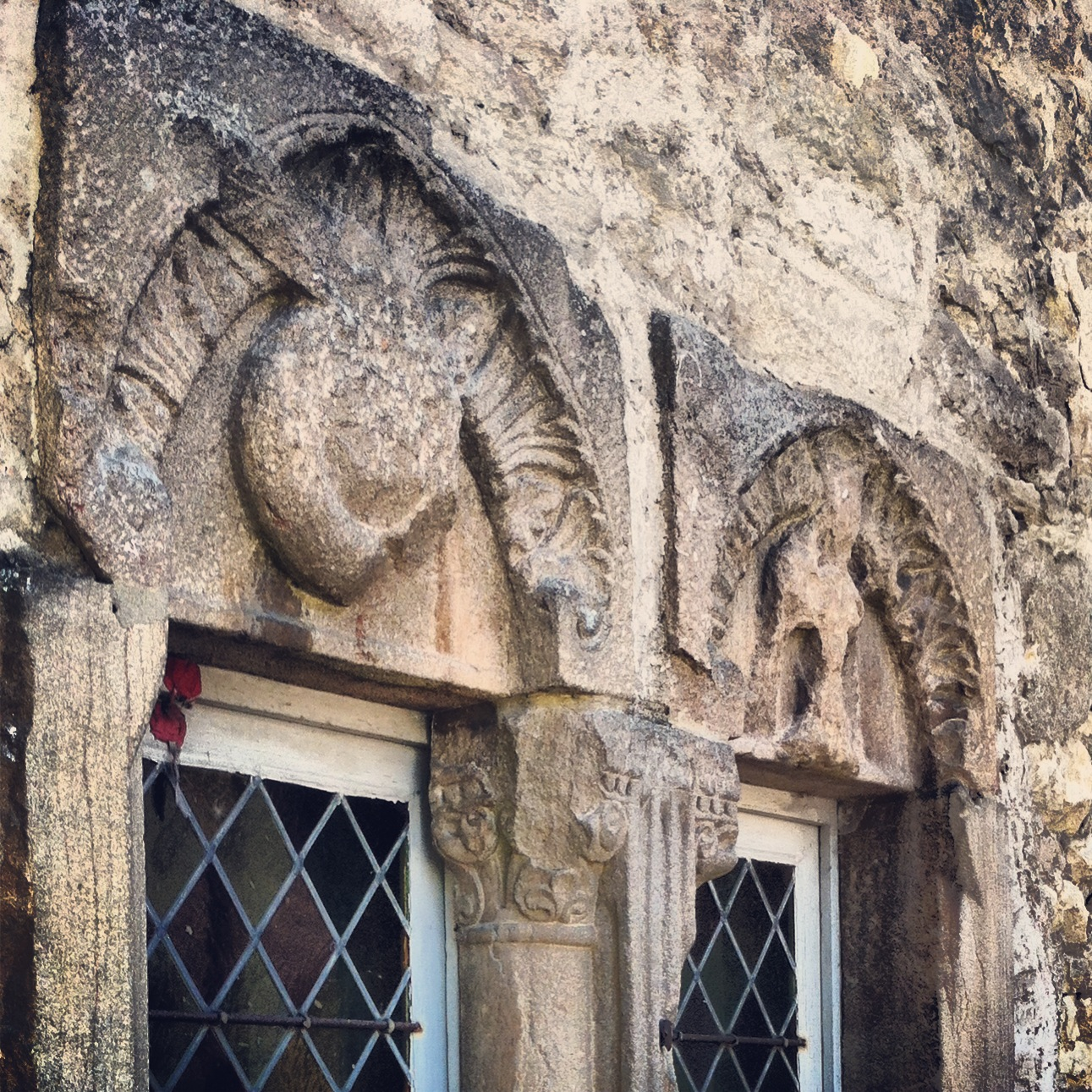
Ornements au-dessus des fenêtres - 2011

## Arts et culture

### Les spectacles annuels de la mi-aout
| Année | Spectacle                 | Artiste(s)                                   |
| ----- | ------------------------- | -------------------------------------------- |
| 2012  | Musique et chant          | Un groupe de cornemuses et "La Grande Flo"   |
| 2013  | Saltimbanque/feu et chant | Contrario et Cécile/Maurice LIEBAUD          |
| 2014  | Jongleries + Chant ,      | Aristide et Marjorie Hainaud/Bernard GUILLOT |
| 2015  | Son et lumière            | Michaël DRUT                                 |
| 2016  | Son et lumière            | Michaël DRUT                                 |
| 2017  | Son et lumière            | Michaël DRUT                                 |

### Tournages
Depuis l'année 2021, le site est un lieu de tournage en particulier pour des cours métrages et clip vidéos,.